# クトゥブッディーン・バフティヤール・カーキー

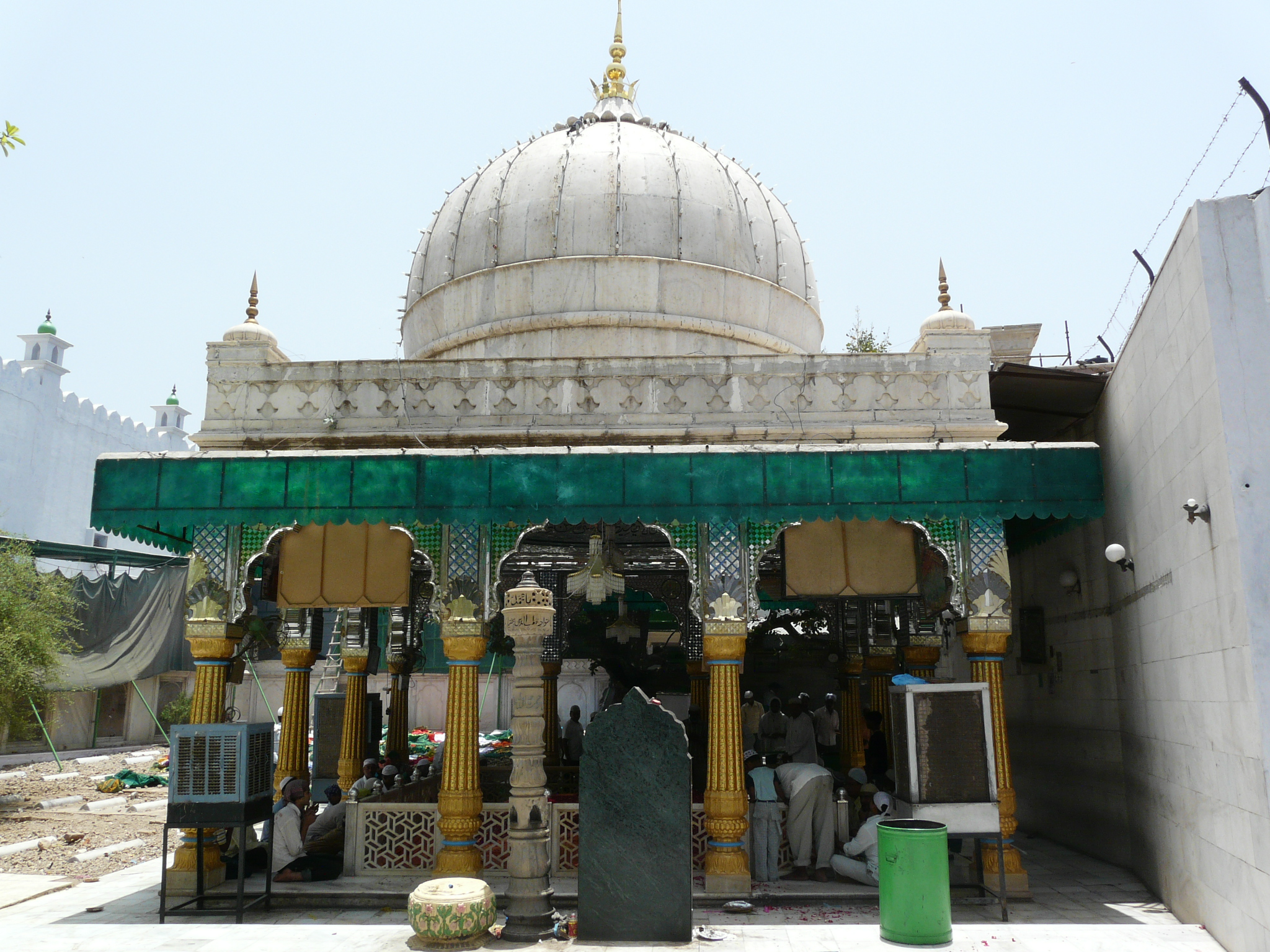
クトゥブッディーン・バフティヤール・カーキー

クトゥブッディーン・バフティヤール・カーキー（Qutbuddin Bakhtiyar Kaki, 1173年 - 1235年）は、北インドのスーフィー聖者。
チシュティー教団に属した聖者でもある。インドにおいては、ムイーヌッディーン・チシュティー、ニザームッディーン・アウリヤーなどと並ぶスーフィーの聖者でもある。